# There
There är en tredimensionell virtuell värld som skapats av Will Harvey och Jeffrey Ventrella men utvecklats av Makena Technologies. Spelet gick ur beta i oktober 2003.